# François-Michel Franzen
François-Michel Franzen (Frans Michael Franzén), né le 9 février 1772 à Oulu (en suédois : Uleåborg) en Ostrobotnie du Nord, en Finlande, alors partie intégrante de la Suède, et mort le 14 août 1847 à  Härnösand (Suède), est un poète et théologien de langue suédoise.

## Biographie
Franzén est fils du commerçant Zachris Franzén (1744-1787) et d’Héléna Schulin. Il fait des études de philosophie à l’université d’Abo dans laquelle il devient enseignant. C’est en 1794 qu’il se fait connaître comme poète. Il obtient le prix Lundblad attribué par l’Académie suédoise

. De 1795 à 1797 il voyage au Danemark, en Allemagne, en Hollande, en France et en Angleterre. Sa réputation vient d’abord d’un poème de 1797, une ode au comte Gustave-Philippe de Creutz qui fut ministre des affaires étrangères et recteur de l’Université d’Up. 
En 1799  il  occupa une chaire d'histoire de la littérature, et en 1801 celle de professeur d'histoire et de morale. Il publia une gazette littéraire.
Il est ordonné prêtre en Finlande en 1803, et devient curé à Pemar, dans le diocèse d'Åbo. En 1810 il est nommé à la cure de Kumla, dans les environs d'Oerebro. Il la quitte en 1815 pour se fixer à Stockholm. Il est nommé curé de Sainte-Claire, puis il est sacré évêque de Härnösand le 10 décembre 1831. Membre de l'Académie suédoise en 1808, il en est le secrétaire en 1824,  nommé ensuite son historiographe, il est chargé  d'écrire la biographie des hommes célèbres pour les mémoires de cette société savante.

## Œuvres

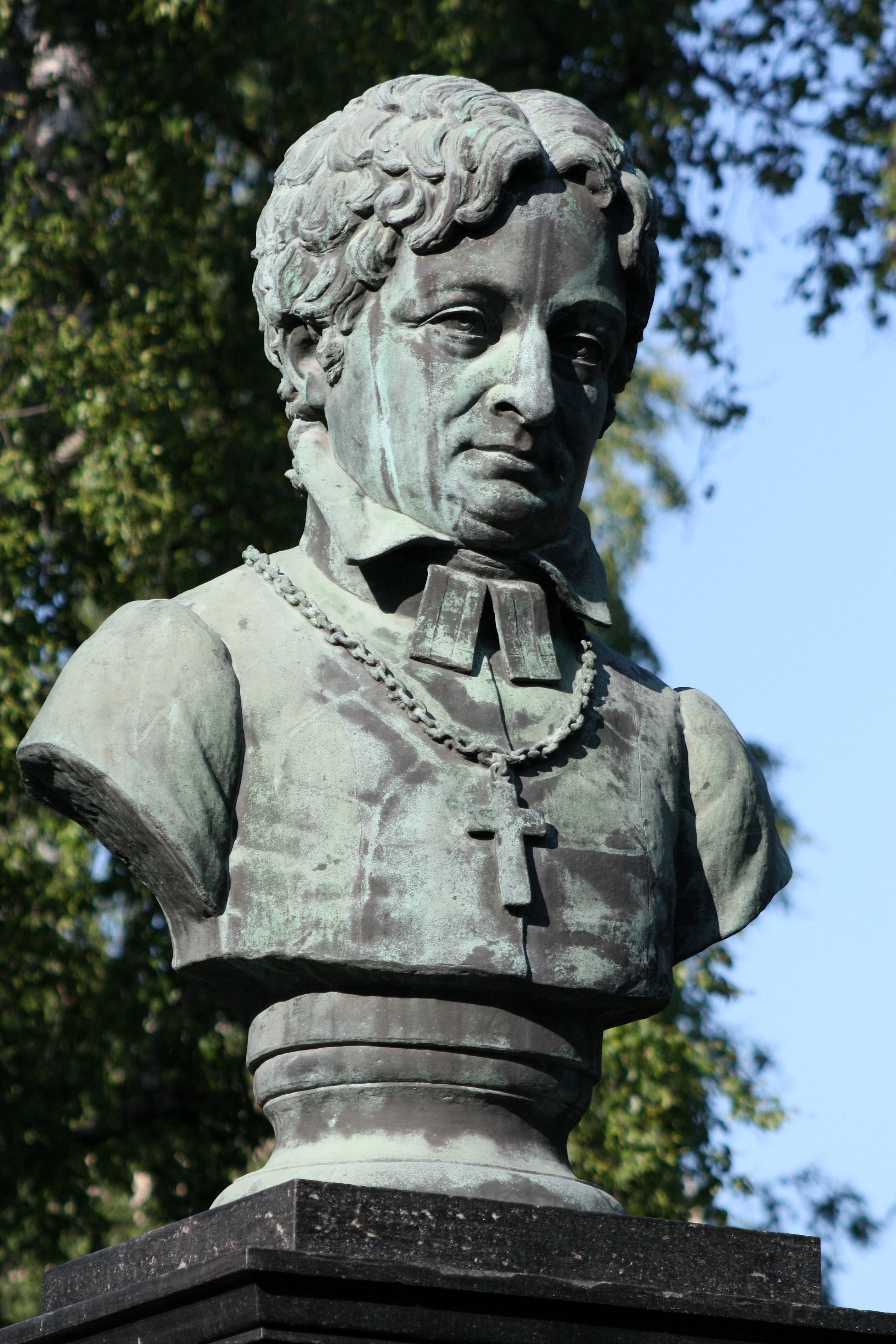
Sculpture de Frans Michael Franzén à Oulu.

### Poésie
En 1852, dans la Revue des Deux Mondes A. Geffroy présente Franzen en citant un de ses textes : « On a souvent comparé les poésies de Franzén aux Méditations et aux Harmonies de M. de Lamartine ; l’inspiration en est plus sympathique et plus naïve. « "Dors, enfant, dit Franzén dans un de ses plus gracieux poèmes, la mère chante, l’enfant écoute. La perle repose dans le calice de la fleur, l’enfant repose sur le sein de sa mère. Prenez garde, petits oiseaux, à la fleur, à la perle. Taisez-vous, chien et chat, gardiens de la maison ! — Il s’apaise sous le baiser de sa mère ; la fleur ferme son calice, l’enfant ferme ses yeux. S’il rouvre sa paupière, du moins il ne pleure plus. — Le voilà qui repose dans sa couchette. Il ne songe ni au pape ni à l’empereur ; la voix et la main de sa mère, voilà son univers et toute sa vie. Mais, hélas ! quel germe d’avenir est assoupi dans ce sommeil ? Plaisirs aveugles, fausses espérances, êtes-vous ici comme le ver caché qui, plus tard, souillera la fleur, corrompra tout le fruit et détruira mon bonheur ? Bientôt le jeune oiseau aura ses ailes et prendra son essor loin de moi. Hélas ! où l’emportera son vol ?" ». »
Les œuvres poétiques de Franzen sont rassemblées sous le titre Skaldestycken, (7 vol., 1824-61)  avec une biographie de AA Grafström, 1867-1869). Une sélection est publiée en deux volumes en 1871.

### Écrits en prose
- Om svenska drottningar, 1823.
- Skrifter i obunden stil, 1835
- Predikningar, 5 vol., 1841-1845
- Minnesteckningar , préparé pour l'Académie, 3 vol., 1848-1860.

## Reconnaissance
- Sculpture de Frans Michael Franzén